# Oostelbeers
Oostelbeers est un village situé dans la commune néerlandaise d'Oirschot, dans la province du Brabant-Septentrional. Le 1er janvier 2008, le village comptait 1 700 habitants.

## Notes et références

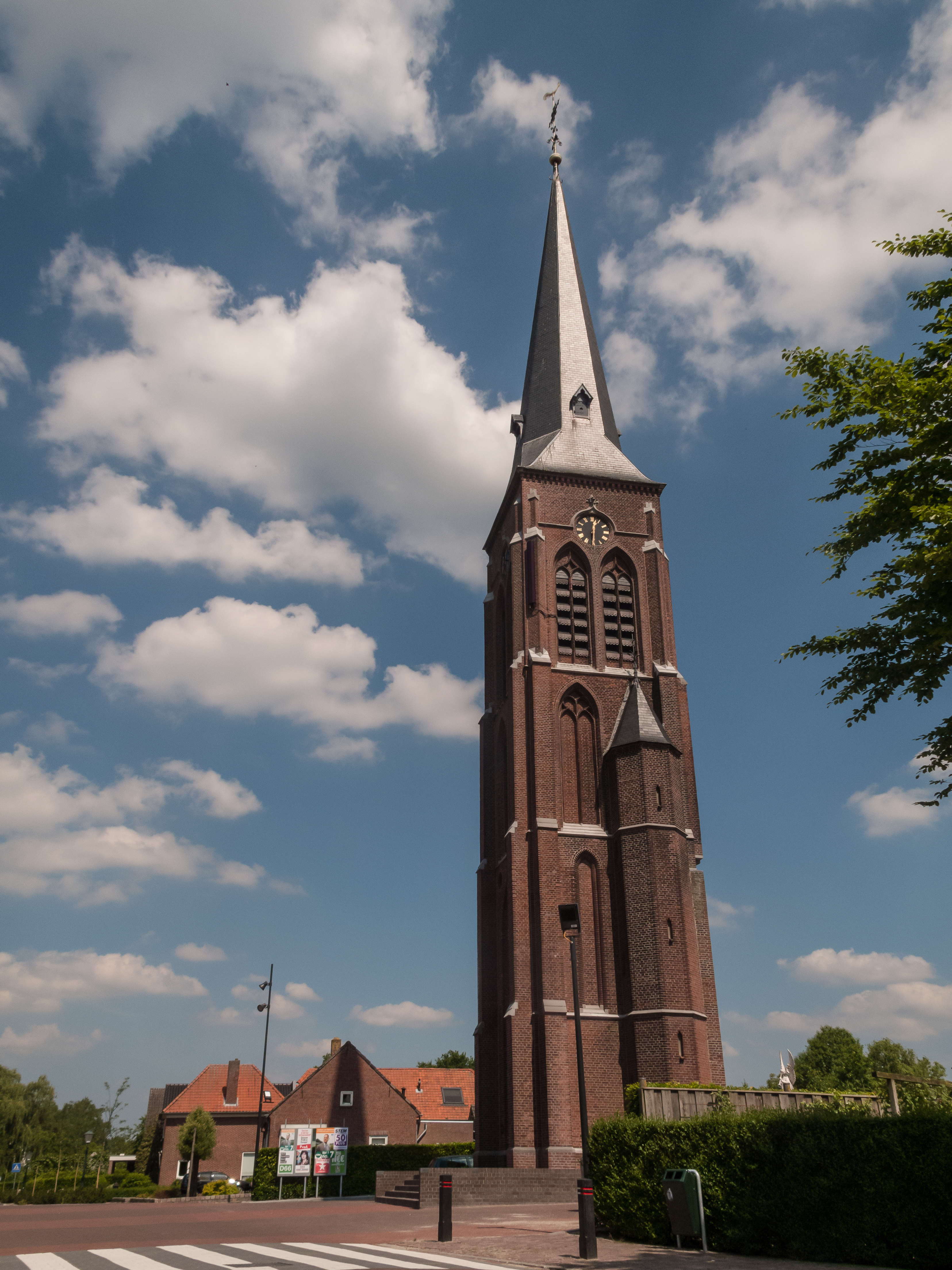
Oostelbeers, tour : de Heilige Andreas en Antonius van Paduatoren.